# 马奎尼奥斯
小马科斯·安东尼奥·马拉切斯（葡萄牙語：Marcos Antônio Malachias Junior，1982年4月30日—），简称马奎尼奥斯（Marquinhos），是一名巴西裔保加利亚职业足球运动员，现效力于中国足球超级联赛球队长春亚泰。

## 俱乐部生涯
马奎尼奥斯出生于巴西坎皮纳斯，2004年在瓜苏亚诺开始职业足球生涯。2006年2月，他转会加盟保加利亚足球甲级联赛球队比拉斯萨，并在3月4日比拉斯萨客场0比0战平南夫堤克的比赛上演保甲联赛首秀。他在2005/06赛季下半赛季出场13次，射进5球，帮助球队保级成功。马奎尼奥斯在2006/07赛季继续精彩表现，联赛出场28次进球12个。
2007年5月28日，马奎尼奥斯以15万欧元的身价加盟保加利亚豪门索菲亚中央陆军。8月11日，他在索菲亚中央陆军1比1战平利特克斯的比赛中登场，首次代表索菲亚中央陆军在正式比赛亮相。2008年3月8日，马奎尼奥斯在对阵旧主比拉斯萨的比赛中射进加盟中央陆军后的第一个进球，帮助球队3比1击败对手。2011年，马奎尼奥斯加盟塞浦路斯足球甲级联赛球队阿诺索西斯。
2012年7月，中国足球超级联赛球队长春亚泰宣布马奎尼奥斯正式加盟球队。

## 国际比赛生涯
2011年5月27日，马奎尼奥斯在获得保加利亚国籍后不久即入选保加利亚国家队集训名单，备战和克罗地亚国家队的友谊赛以及黑山国家队的2012年欧洲足球锦标赛外围赛。5月31日，他在和克罗地亚的比赛中下半场替补出场，第一次代表国家队亮相。6月4日，他在保加利亚1比1战平黑山的比赛中也获得出场机会。

## 荣誉
索菲亚中央陆军
- 保加利亚足球甲级联赛：2007–08
- 保加利亚杯：2010–11
- 保加利亚超级杯：2008